# Tylos opercularis
Tylos opercularis är en kräftdjursart som beskrevs av Gustav Budde-Lund 1885. Tylos opercularis ingår i släktet Tylos och familjen Tylidae. Inga underarter finns listade i Catalogue of Life.